# 楽園 (内田有紀の曲)
「楽園」（らくえん）は、内田有紀の楽曲・10枚目のシングル。1999年8月25日発売。発売元はキングレコード。
UCHIDA YUKI supported by CHUYAN名義の楽園」は日本テレビ系『進ぬ!電波少年』内、お笑いコンビのRまにあ『スワンの旅 in The World』企画の応援歌。
ミュージック・ビデオはRまにあの企画の出発地である無人島（由利島）にて、内田が歌う作品となっている。
間奏のラップパートでは、電波少年のMCであるCHUYANが表参道でパフォーマンスをしている。

## 収録曲
全作詞：内田有紀・伊秩弘将　作曲:伊秩弘将　編曲:田辺恵二
1. 楽園（ORIGINAL MIX）（UCHIDA YUKI supported by CHUYAN）
2. 楽園（弾き語りバージョン’99）
3. 楽園（instrumental）

## 収録アルバム
- ベスト『内田有紀 パーフェクト・ベスト』（#1）